# The Portal
The Portal (englisch für Der Haupteingang) ist ein Durchlass zwischen dem Portal Mountain und den Lashly Mountains im ostantarktischen Viktorialand. Er stellt die Verbindung des Skelton-Gletschers vom Polarplateau zum Skelton-Firnfeld dar.
Den deskriptiven Namen verliehen Teilnehmer der neuseeländischen Mannschaft der Commonwealth Trans-Antarctic Expedition (1956–1958).